# Alternativa Galega de Esquerda
Alternativa Galega de Esquerda (Alternativa Gallega d'Esquerra) és una coalició política entre independentistes d'esquerra i l'esquerra estatal d'àmbit gallec creada de cara a les eleccions al Parlament de Galícia de 2012 pel partit nacionalista gallec ANOVA-Irmandade Nacionalista, Esquerda Unida (federació gallega de IU), EQUO Galicia (federació gallega de EQUO) i Espazo Ecosocialista Galego.

## Història
Rere la sortida en febrer de 2012 de l'Encontro Irmandiño (EI) i Máis Galiza (+G) del Bloque Nacionalista Galego, es va qüestionar la possibilitat d'una convergència entre ambdues forces de cara a les properes eleccions autonòmiques. Durant el mes de març EI va llançar la seua oferta de crear una plataforma electoral, que va ser secundada per Movemento pola Base i Frente Popular Galega, i que es materialitzaria en ANOVA-Irmandade Nacionalista; més tard s'uniria també un sector de Unidade da Esquerda Galega.
Per una altra banda, +G va començar la seua pròpia plataforma junt amb Acción Galega i Espazo Ecosocialista Galego, que es va denominar Compromiso por Galicia (CxG); posteriorment també s'uniren a CxG el Partido Nacionalista Galego-Partido Galeguista (PNG-PG), Esquerda Nacionalista, Espazo Socialista Galego (escindits els tres del BNG també), un sector de Unidade da Esquerda Galega, el Partido Galeguista Demócrata (PGD), Alternativa Popular Galega (APGA) i Terra Galega (TeGa).
Tot i plantejar-se durant mesos la possibilitat que ANOVA i CxG convergissin o es presentessin junts a les eleccions, a poc a poc aquesta possibilitat es va anar diluint. ANOVA prenia un aire més anticapitalista i sobiranista, i CxG un perfil més socialdemòcrata i moderat. Després de l'anunci de l'avançament de les eleccions al Parlament de Galícia de 2012, ANOVA manifestà la seua voluntat de conformar una àmplia coalició d'esquerres, que englobaria al Bloque Nacionalista Galego, Compromiso por Galicia, Frente Popular Galega i Esquerda Unida; EQUO Galicia també mostrà la seua predisposició a unir-se al front. Per la seua banda Compromiso por Galicia també oferí a ANOVA, però únicament a ANOVA, concórrer junts en coalició.
El 4 de setembre el consell polític d'Esquerda Unida acceptà presentar-se amb ANOVA a les eleccions; igualment s'hi va unir la coalició EQUO Galicia, després de ser aprovat en una votació horitzontal pels afiliats i simpatitzants d'aquesta federació. El primer nom triat per a la coalició fou Alternativa Galega, no obstant aquest nom ja era registrat una altra formació política fet que forçà la substitució d'aquest pel definitiu Alternativa Galega de Esquerda. Tot i anunciar-se l'agregació de Compromiso por Galicia (CxG) a la coalició, aquesta finalment es va presentar en solitari. Aquest mateix setembre de 2012 Espazo Ecosocialista Galego decidí abandonar CxG i incorporar-se a Alternativa Galega. A les eleccions al Parlament de Galícia de 2012, AGE es va convertir en la tercera força política gallega amb 9 diputats i el 14% dels vots.
En les següents eleccions de 2016 de fou succeida per la nova coalició En Marea (formada per Anova-IN, Esquerda Unida, les Mareas Municipalistas i Podemos Galícia) amb el candidat a la presidència Luís Villares Naveira succeint Beiras.